# USS LST-932
O USS LST-932 foi um navio de guerra norte-americano da classe LST que operou durante a Segunda Guerra Mundial.